# アーサー・ファデン
サー・アーサー・ウィリアム・ファデン, Sir Arthur William Fadden (1894年4月13日 - 1973年4月21日) は、オーストラリアの政治家、第13代首相。オーストラリア地方党党首で、1941年に首相に就任するが、野党オーストラリア労働党が多数派工作で過半数を掌握したために辞任した。1973年、79歳で死去。